# Гней Марций Кориолан
Гней Марций Кориолан или Гай, също само Кориолан (на латински: Gnaeus Marcius Coriolanus; Gaius Marcius Coriolanus; Coriolan; * 505 пр.н.е.; † убит 488 пр.н.е., Антиум) е според легендата римски герой и пълководец, чиято гордост, неразбиране и твърдост води до стълковления с плебеите. Той е изгонен от Рим и води след това война със своя роден град, която прекратява по молба на майка си.

## В литературата
- Шекспир обработва легендата в своята трагедия „Кориолан“.